# Dachetola pione
Espèce
Dachetola pione est un insecte lépidoptère appartenant à la famille  des Riodinidae et au genre Dachetola.

## Dénomination
Dachetola pione a été décrit par Henry Walter Bates en 1868 sous le nom de Lemonias pione.

## Écologie et distribution
Dachetola pione est présent en Guyane, en Guyana et au Brésil.

### Protection
Pas de statut de protection particulier.